# Rodewisch
Rodewisch – miasto w Niemczech, w kraju związkowym Saksonia, w okręgu administracyjnym Chemnitz, w powiecie Vogtland.

## Współpraca
Miejscowości partnerskie:
- Gerolzhofen, Bawaria
- Langenhagen, Dolna Saksonia
- Westland, Holandia
- Alerheim, Bawaria
- Leimen, Badenia-Wirtembergia
- Laudenbach, Badenia-Wirtembergia